# Ludwig-Musser
La Ludwig-Musser (meglio nota come Ludwig) è un'azienda statunitense, con sede a Chicago, specializzata nella costruzione di strumenti a percussione, di proprietà della Conn-Selmer, Inc..

## Storia
L'azienda fu fondata nel 1909 dai fratelli William F. e Theo Ludwig, figli di immigrati tedeschi. In principio era denominata "Ludwig & Ludwig" e produceva batterie e strumenti a corda come il banjo. A causa della crisi del 1929 avvenuta negli Stati Uniti, la ditta dovette convergere nella "C.G. Conn Company" e William, sentendosi messo in disparte dai progetti dell'azienda, se ne distaccò nel 1936 e ne fondò una propria, la "W.F.L. Drum Company" nel 1937.
Nel 1955, l'azienda si distaccò definitivamente dalla "C.G. Conn Company", venendo rinominata "Ludwig Drum Company", e nel 1966 acquistò la "Musser Marimba Company". Negli anni sessanta e settanta, la Ludwig conobbe il proprio apice ed ebbe nel suo roster molti batteristi rinomati. Ringo Starr dei Beatles fu un endorser d'eccezione della ditta, a cui diede notevole fama. Altri noti batteristi che usavano batterie Ludwig erano Ginger Baker (Cream), Ian Paice (Deep Purple), John Bonham (Led Zeppelin), Keith Moon (The Who), Mitch Mitchell (The Jimi Hendrix Experience), Roger Taylor (Queen), Bill Ward (Black Sabbath) e Nick Mason (Pink Floyd).
Negli anni '70, la Ludwig lanciò una serie speciale di batterie con fusti trasparenti in materiale acrilico battezzata Vistalite drums, che ebbe molto successo in quegli anni e che fu imitata anche da altri costruttori. In seguito la produzione di questa linea venne abbandonata per poi essere ripresa solo in anni recenti.
Negli anni ottanta, la Ludwig perse parte del suo primato in campo percussivo a causa dell'affermarsi di altre ditte che proponevano prodotti di qualità ad un costo più accessibile.

## Batteristi che usano e usavano batterie Ludwig
- Charlie Adams (Yanni)
- Frankie Banali (Quiet Riot, W.A.S.P.)
- Jason Bonham (Bonham, Robert Plant, Foreigner)
- John Bonham (Led Zeppelin) - Ludwig Amber Vistalite
- Clive Burr (Iron Maiden, Desperado, Praying Mantis)
- Bun Carlos (Cheap Trick)
- Patrick Carney (The Black Keys)
- Eric Carr (KISS)
- Erwin Castellani (Maxdenia)
- Tré Cool (Green Day)
- John Cowsill (The Beach Boys)
- Stefano D'Orazio (Pooh)
- Luca Ferrari (Verdena)
- Steve Gorman (The Black Crowes)
- Chad Kinner (John McLaughlin)
- Joey Kramer (Aerosmith)
- Davide Logrieco (Three Steps to the Ocean)
- Dave Lombardo  (Slayer, Fantômas, Grip Inc., PHILM, Suicidal Tendencies
- Nick Mason (Pink Floyd)
- Keith Moon (The Who)
- Ian Paice (Deep Purple)
- Carl Palmer (Asia, Arthur Brown, Emerson, Lake & Palmer)
- Neil Peart (Rush)
- Antonio Polidoro
- Buddy Rich
- Steve Riley (L.A. Guns, W.A.S.P.)
- Max Roach (Dizzy Gillespie, Charlie Parker, Thelonious Monk)
- Bobby Rondinelli (Terrified, Black Sabbath, Riot)
- Matt Sorum (Velvet Revolver, Guns N' Roses)
- Ringo Starr (The Beatles)
- Jason Sutter (Chris Cornell)
- Roger Taylor (Queen)
- Alex Van Halen (Van Halen)
- Ronnie Vannucci (The Killers)
- Bill Ward (Black Sabbath)
- Alan White (Yes)